# Bamazomus milloti
Espèce
Synonymes
- Schizomus milloti Lawrence, 1969

Bamazomus milloti est une espèce de schizomides de la famille des Hubbardiidae.

## Distribution
Cette espèce est endémique de Madagascar. Elle se rencontre vers Toamasina.

## Étymologie
Cette espèce est nommée en l'honneur de Jacques Millot.

## Publication originale
- Lawrence, 1969 : The Uropygi (Arachnida: Schizomidae) of the Ethiopian Region. Journal of Natural History, vol. 3, p. 217-260.